# Zsófia magyar királyné
Zsófia magyar királyné más néven Loozi Zsófia (holland: Sofia van Loon; 
francia: Sophie de Looz), (1044/1046 körül - 1075 előtt) I. Géza első felesége, Könyves Kálmán anyja.

## Élete, származása
Édesapja a magyar források szerint Arnulf belga-limburgi herceg volt. Rudolf limburgi herceg fia.
Édesanyja  Luitgard namuri grófnő volt.
Zsófia valamikor 1062 körül feleségül ment Géza magyar herceghez, a későbbi I. Gézához. Feltételezik, hogy a császári udvarban találkozhattak, amikor Géza túsz volt, és más ország bíróságára akarták küldeni, de egy törvény szerint azonban ha házas, akkor kivételesen nem állítják idegen bíróság elé . A források szerint hét gyermekük született:
- Kálmán (*1065/70-†1116) a későbbi Kálmán magyar király
- Álmos (*1068/71 körül-†1127 Bizánc) aki többször is fellázadt bátyja ellen
- Katalin

Csak az ő nevük maradt fenn. Rajtuk kívül még két fiatalon meghalt fiuk és három, valószínűleg a felnőttkort megért leányuk született. Közülük az egyik Bors magyar trónkövetelőnek lett az édesanyja, míg egy másik leányuk Iván magyar trónkövetelő anyja lehetett.[forrás?]
Zsófia valószínűleg nem sokkal azután halt meg, hogy férje király lett, hiszen Gézának 1075-ben már a bizánci Szünadéné volt a felesége.